# Басбуса
Басбуса (масри بسبوسه ) — сладкий, пропитанный сиропом пирог из манной крупы, родом из Египта. Басбуса — наиболее распространенное название этого десерта на Ближнем Востоке, но в зависимости от региона он может называться по-разному; в Леванте его часто называют «харисса» (не путать с соусом харисса), в Турции и Греции – ревани. Особенно популярен в Рамадан.
Существует легенда о происхождении названия. Когда продавца сладостей спрашивали, сколько стоит пирог, он отвечал: «только поцелуй» (bas bousa). Также есть версия, что название происходит от арабского слова bas – «смешивать».

## Приготовление

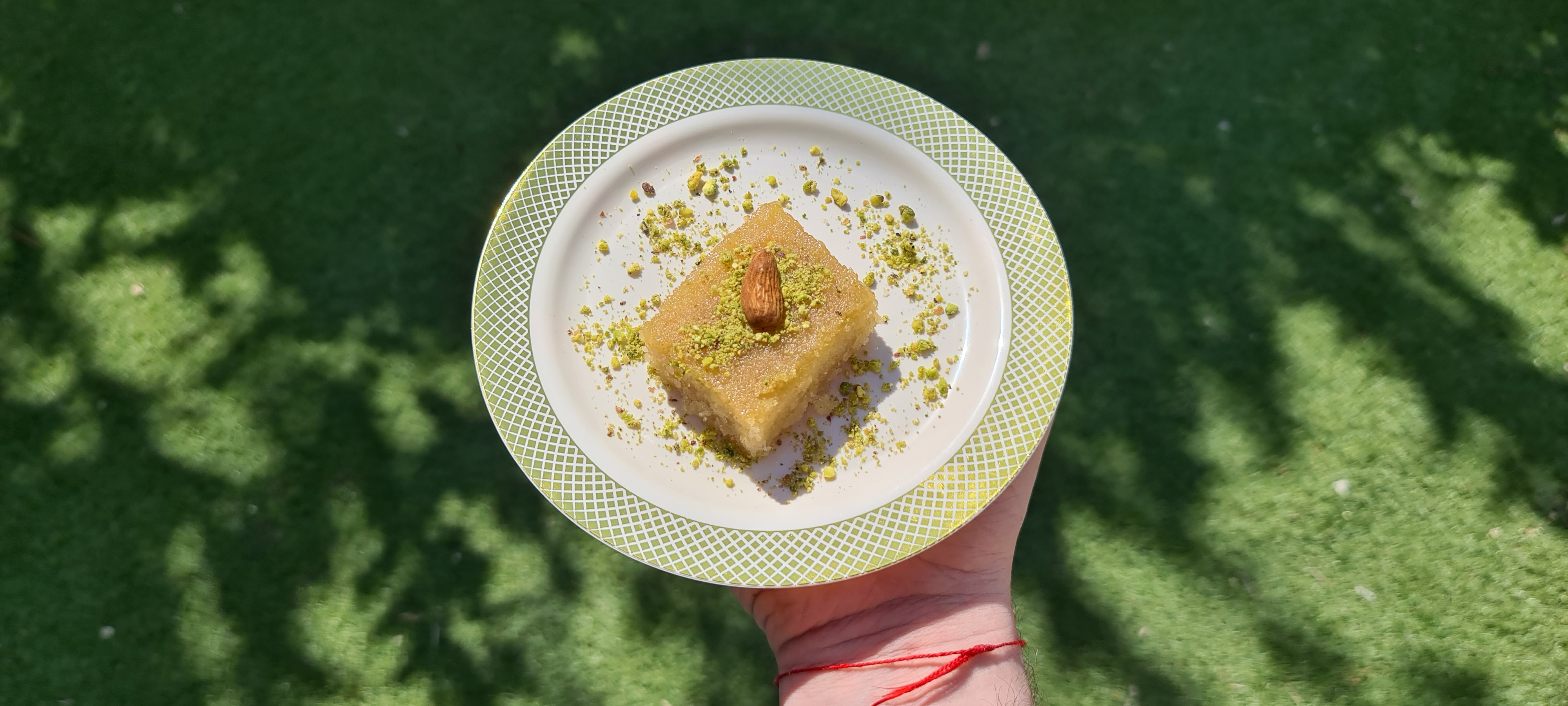
Веганский пирог басбуса с яблочным пюре вместо яиц

С манной крупой смешивают топлёное или сливочное масло, также используется кефир, молоко, йогурт или вода, яйца. Тесто из манной крупы выпекают и затем пропитывают водой из цветков апельсина, розовой водой или простым сиропом, иногда посыпают кокосовой стружкой. Пирог нарезают ромбами или квадратами, обычно украшают сверху орехами, фундуком, грецкими или миндалём.